# シャルル・トレネ
シャルル・トレネ（Charles Trenet, 1913年5月18日 - 2001年2月19日）は、フランスのシャンソン歌手、作詞家、作曲家。優しく軽やかな歌声とパフォーマンスで「歌う狂人（道化師）」(Fou Chantant)と称された。「ブン (Boum)」、「ラ・メール (La mer)」、「詩人の魂 (L'âme des poètes)」などトレネの曲は、彼自身のみならず、後の多くの歌手たちによって世界的に歌われている。

## 生涯

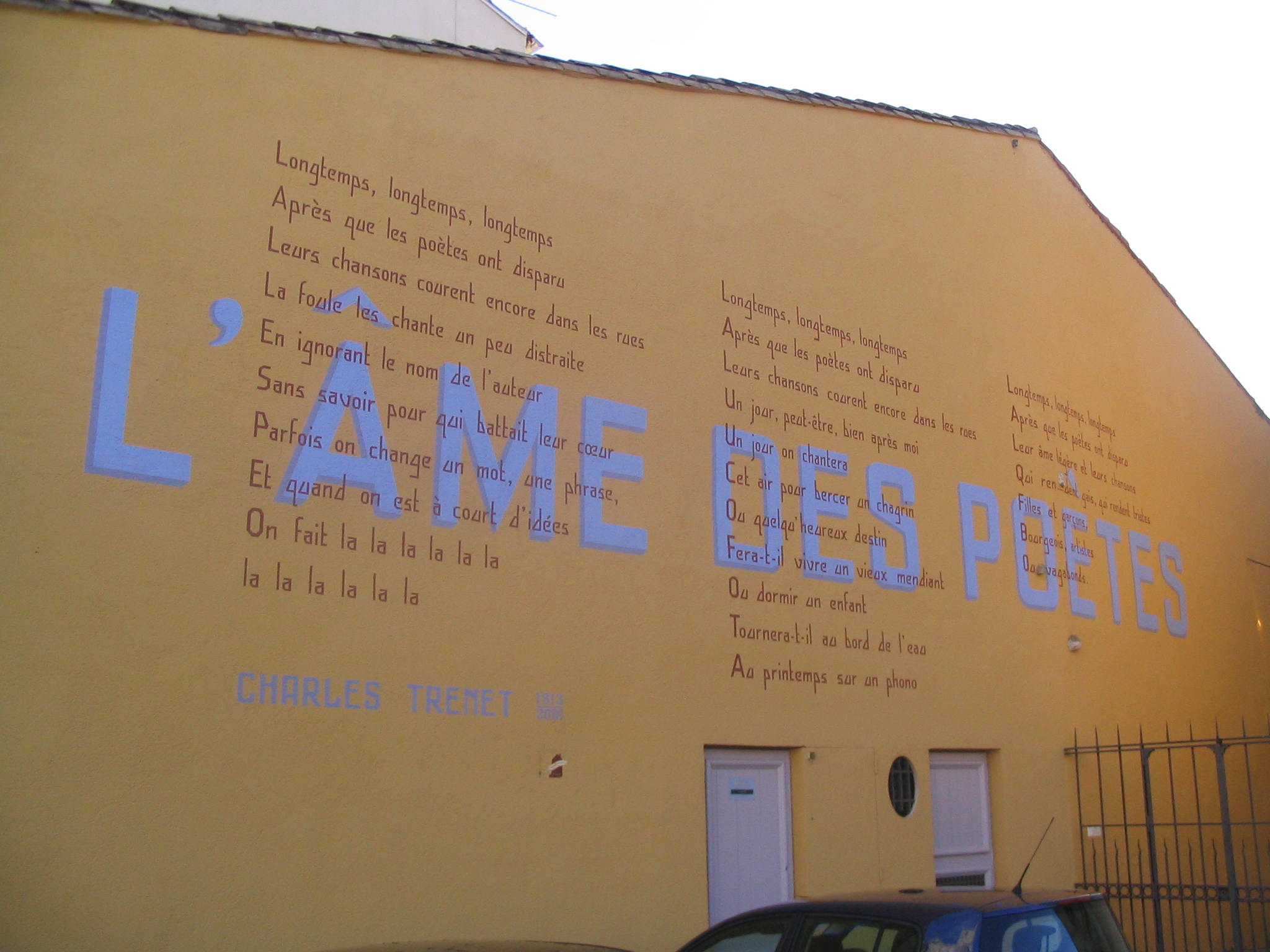
トレネの生まれ故郷ナルボンヌ。サン・ジュスト教会近くの家の壁に、「詩人の魂」（1951年）の歌詞が書かれている。

### 生い立ち
南フランスのナルボンヌ生まれ。父リュシアンは公証人で、ヴァイオリンを弾いた。母がハープ、兄がハープシコード、叔母がピアノをたしなみ、土曜になると自宅の居間で演奏会を催し、近所の人たちから音楽一家と呼ばれたという。
第一次世界大戦で父が召集を受ける。トレネはベジエの学校の寄宿生となるが、父が1919年に帰ってきたころには、母親が別の男と親しくなっており、両親は離婚。2年後、トレネは父、兄とともにペルピニャンに移った。この地に、父の友人で詩人のアルベール・ボージルがいたことで、トレネは大きな影響を受けた。トレネは13歳で詩を投稿し、15歳で初めての詩集を発表している。
1928年、再婚した母親の招きでベルリンに向かい、10ヶ月間滞在する。このころトレネは祖父や叔父同様に建築家になることをめざしており、ベルリンで製図を勉強した。しかし、ジャズに魅了されるようになり、母親の再婚相手であるベンノ・ヴィニが所持していた蓄音機でジョージ・ガーシュウィンの『ラプソディ・イン・ブルー』を繰り返し聴き込んだ。ペルピニャンに戻り、ボージルのもとで詩作に励むうちに、建築家志望の気持ちは失われた。

### 活動初期
1930年、トレネ17歳のとき、ボージルの勧めにしたがってパリに出る。ボージルの紹介により、トレネはパテ映画会社ジョアンヴィル撮影所の助手兼小道具係として働くことになり、夜はモンパルナスのカフェやミュージックホールに出かけた。トレネはこの地でジャン・コクトーやマックス・ジャコブらと交友を結ぶ。

#### シャルルとジョニ
1932年、トレネはヴァヴァンにあったキャバレー「カレッジ・イン」でピアニストのジョニー・エスと出会い、2人はコンビを結成する。エスはトレネより1歳年下のスイス出身で、昼間は学校に通う傍ら、夜はピアノを弾いて生活していた。
1年間準備し、1933年12月にパラス劇場で「シャルルとジョニ (Charles et Johnny)」としてデビューを果たした。しかし、4日目の公演の際、幕開きの会場がざわついていることに気分を害したトレネは、出演順の変更を主催者に申し入れ、これが聞き入れられなかったことからステージを放棄してしまう。このためにしばらくの間舞台から遠ざかった。それでもナイトクラブ「フィアクル」で再び採用され、「2匹のロバ」劇場に移ったころには人気を呼んで、劇団とともに地方巡業に出かけるほどになる。
2人は、おそろいの赤いジャケット、白い開襟シャツとパンタロンという出で立ちで舞台に立ち、若者のアイドル的存在となった。「シャルルとジョニ」は1937年にトレネが兵役に就くまでつづき、パテ・レコードに18枚、グラモフォンに1枚のSPを残した。その後、トレネはソロとなり、エスもまた歌手・作曲家として活躍した。

#### ソロ・デビュー

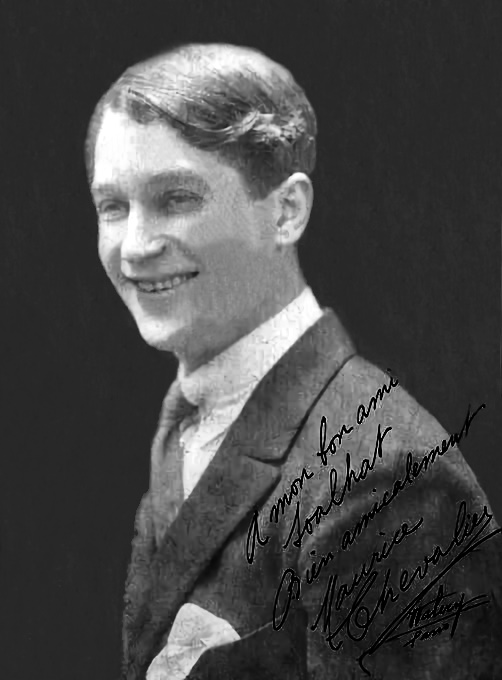
トレネの曲を歌ってヒットさせたモーリス・シュヴァリエ（1888年-1972年）

トレネが1937年から入隊中に、当時人気絶頂だった俳優・歌手のモーリス・シュヴァリエが、「カジノ・ド・パリ」で上演していたグランド・レヴュー『陽気なパリ』において、トレネ作詞・作曲による「喜びあり (Y'a d'la joie)」（1936年）を歌い、大当たりを取った。これは、「シャルルとジョニ」のころからトレネに注目していた楽譜出版社のラウル・ブルトンがシュヴァリエに持ちかけたもので、シュヴァリエ自身は詩の突飛な内容に難色を示したが、ミスタンゲットの支持により歌う気になったという。
除隊後、トレネはブルトンと1年間の専属契約を交わし、「ア・ベ・セ」で歌うことになった。「ア・ベ・セ」の初ステージは1938年3月25日。トレネは3曲歌う予定であったが、熱狂した聴衆のアンコールは鳴りやまず、結局8曲歌った。この結果、ステージのトリを歌うことになっていたリス・ゴーティが割を食う形となり、呼び出されたトレネは解雇も覚悟したが、待っていたのは契約条件の改善だった。こうしてトレネは一夜にしてスターダムにのし上がる。
「歌う狂人」(Fou Chantant)の命名はブルトンによるもので、トレネがまだ兵役に就いていたころに夜間外出し、頭髪をそり落とし、軍服とも平服ともつかない奇妙な格好で街のホテルに現れて歌う姿を指していったものである。このため、トレネは規則違反で禁固刑にされたこともたびたびあったが、その間に作詞・作曲に専念したという。
その後トレネは自身の主演・脚本になる2作の映画を立て続けに発表する。このうち、『輝ける道 (La route enchantée)』のために作詞・作曲した「ブン (Boum)」が1938年度ディスク大賞を受賞した。また、『私は歌う (Je chante)』には、トレネに影響を与えたアルベール・ボージルが請われて参加している。

### 第二次世界大戦
1939年9月、総動員令によってトレネは再び軍務に就く。しかし、歌手としてすでに名の知られたトレネには、各地で慰問ショーを挙行して回る任務が与えられた。この慰問団で知り合ったギ・リュパエールは、トレネのピアノ伴奏者、楽団リーダーとして1975年のトレネ引退まで関係を保った。
1940年6月13日にドイツ軍がパリ入城したとき、トレネはニースにいた。除隊されたトレネはジュアン＝レパンの別荘にいったん逃れたが、パリに戻ることを決意。1941年2月にアヴニュー劇場のステージに立った。このころ、トレネがユダヤ人であるという噂が出て、これを打ち消すのに奔走させられたという。同劇場でトレネが歌った「優しきフランス (Douce France)」は、一般のフランス人のみならず、レジスタンス運動に加わっていた人々の愛聴曲となった。
占領下のパリで、トレネは3本の映画『パリのロマンス』、『フレデリカ』、『さらば、レオナール』に主演している。このほか、以下の曲も作られた。
- 「残されし恋には (Que reste-t-il de nos amours?)」（1942年）はトレネ作詞、トレネ及びレオ・ショーリアック作曲。1968年のフランソワ・トリュフォー監督による映画『夜霧の恋人たち』の主題歌（トレネが歌っている）に採用された[12]。
- トレネの代表作として名高い「ラ・メール (La mer)」はトレネの巡業中、モンペリエからペルピニャンに向かう列車の中で書かれた。発表されたのは戦後である[12]。

1944年8月、パリが解放されると、トレネは「バグダット」に一週間連続出演して聴衆と喜びを分かち合った。

### 戦後―引退

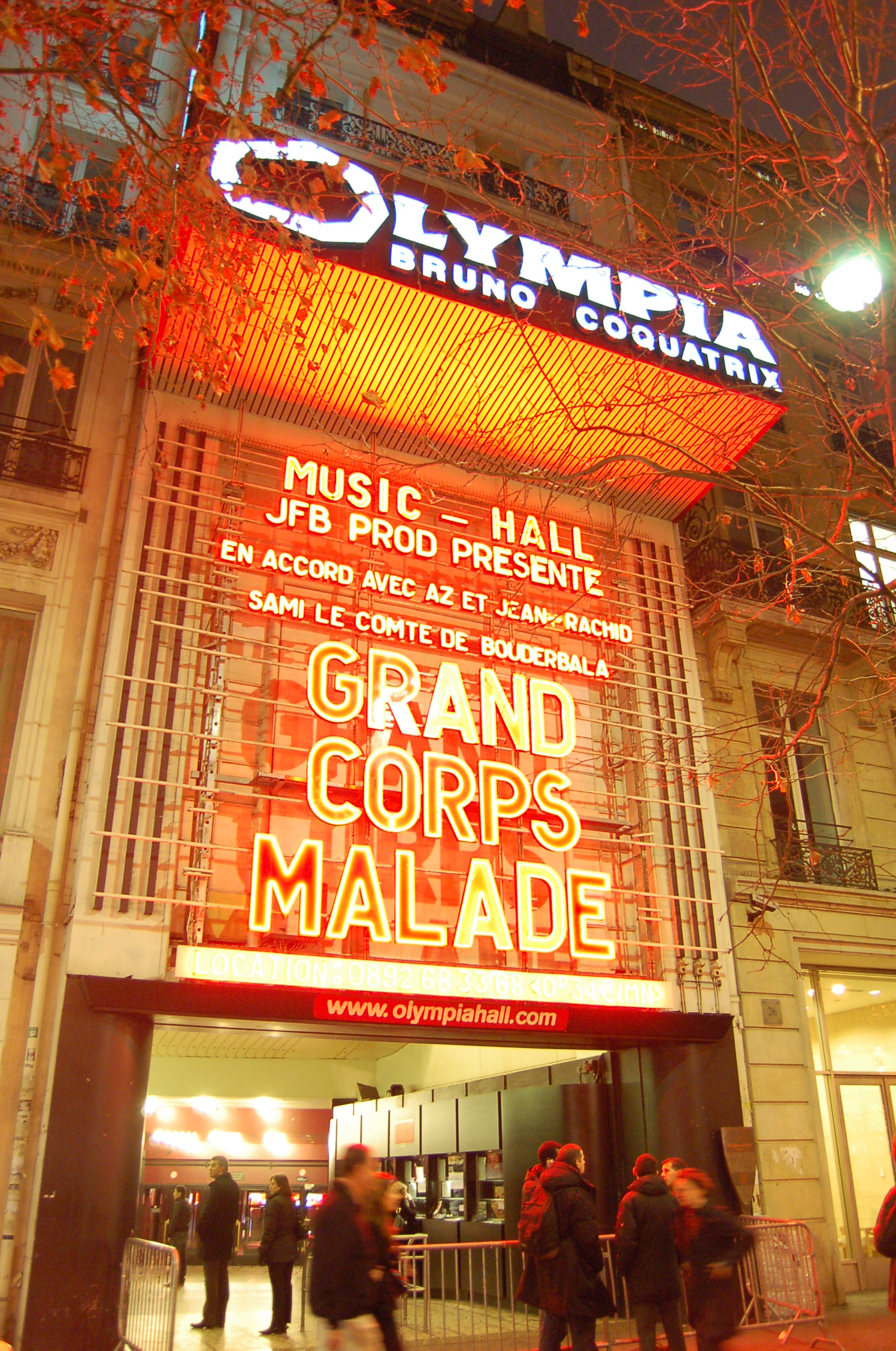
トレネ引退ステージとなったパリ・オランピア劇場

トレネには1939年10月から世界公演の予定があったが、戦争によって延期となっていた。戦後約10年間、トレネはアメリカ、カナダ、南米各国を公演して回り、彼の歌と曲は世界的にヒットする。1956年には日本公演も果たした。
1961年には3月と10月の二度にわたって「エトワール」でワンマン・ショーを開催、1963年には第一次世界大戦中の殺人鬼として知られたアンリ・デジレ・ランドリューをテーマにした「ランドリュ (Landru)」を発表して話題になる。
1963 年、トレネはエクス アン プロヴァンスの刑務所で 28 日間過ごした。彼は 21 歳未満の 4 人の若い男性 (彼らは 19 歳でした) の道徳を堕落させた罪で起訴された。彼の運転手は、トレネが彼を売春斡旋業者として利用していると主張した。起訴は最終的に取り下げられましたが、この事件により、トレネが同性愛者であるという事実が明らかになった。
1967年、長年コロムビア所属だったトレネがバークレー・レコードと契約し、往年のヒット作と1960年代の新作を集めたアルバム（80300、日本バークレーSR251）が同年度ACCディスク大賞を受賞した。
1971年には15年ぶりに「オランピア」出演。1972年にはインド、オーストラリア、アフリカ、カナダ、北アメリカ各地で公演するなど、世界的人気を博したが、1975年に引退発表した。このときトレネは次のように語っている。
「青春の行き着く先は老廃。身を引くのは充実している間にするのが望ましい」
「40年間、シャンソンにすべてを捧げてきたが、ほかにしたいことが山ほどある。例えば旅行とか、読書とかね。それにそうだ。何もしないこともしてみたいものだよ」
1975年4月、「オランピア」でのリサイタルが公式の引退ステージだったが、実際には海外での「さよなら公演」が1979年11月まで行われた。この間、1977年4月のブールジュでのシャンソン祭典にも参加している。しかし、1979年に母親が亡くなると、これに衝撃を受けたトレネは世間との接触を避け、半ば隠遁生活を送るようになったという。

### 現役復帰―晩年
1981年にトレネは新譜を発表したが、ステージに立つことはなかった。1983年、カナダのジルベール・ロゾンは「さよなら公演」の名目でトレネを招いた。ロゾンはトレネの現役復帰に情熱を傾け、トレネを説得して彼のマネージャーに就く。トレネが本格的に復帰したのは1987年、シャンゼリゼ劇場の公演で、74歳のときである。
1988年、トレネのソロ活動50年を記念して、12月17日から31日にかけ、シャトレ座で11回のリサイタルを催す。翌1989年には、ニューヨーク、ロンドン、モントリオール、東京各地で公演する。パリに戻ると、10月17日から１ヵ月間にわたってパレ・デ・コングレでのリサイタルに出演した。
1992年には8年ぶりのニュー・アルバムを発表した。このころトレネは自らを25歳と称し、「アーティストがステージを降りるのは、観客に見放されたときである」と語った。
1999年11月、サル・プレイエルでの公演がトレネ最後のコンサートとなった。その後、トレネは脳梗塞の発作を起こして倒れ、いったんは回復したものの、歩行障害が残った。トレネは、コンサート数日前に次のように語ったという。「私のショーに来ていただいたみなさんは、私の葬儀に欠席してもよろしいですよ」。
2000年10月25日にシャルル・アズナブールのコンサート・プレミアに出席したのが、トレネが公の場に姿を見せた最後となり、2001年2月19日、脳卒中のため87歳で没した。

## 代表曲
特に記さないものはすべてトレネの作詞作曲による。
- 「揚子江にて (Sur le Yang-Tsé-kiang)」　アルベール・ボージル作詞、トレネ作曲。
- 「雨のランデヴー (Rendez-vous sous la pluie)」1935年　トレネ作詞、ジョニー・エス作曲。
- 「去り行く君 (Vous qui passez sans me voir)」1936年　トレネ作詞、ジョニー・エスとポール・ミスラキによる作曲。ジャン・サブロンが歌って同年度ディスク大賞を受賞。
- 「喜びあり(Y'a d'la joie)」1936年　トレネの出世作。
- 「私は歌う (Je chante)」1937年
- 「ブン (Boum)」1938年　同年度ディスク大賞曲。
- 「青い花 (Fleur bleue)」1938年
- 「メニルモンタン (Ménilmontant)」1938年　メニルモンタン生まれのモーリス・シュヴァリエに敬意を表して書かれた。パトリック・ブリューエルにより2002年にカヴァーされている。
- 「王様のポルカ (La polka du Roi)」1938年　マックス・ジャコブを楽しませるために書かれた曲のひとつ。
- 「アニー・アンナ (Annie-Anna)」1938年
- 「あなたは馬を忘れた (Vous oubliez vorte cheval)」1938年
- 「マムゼル・クリオ (Mam'zelle Clio)」1939年
- 「太陽と月 (Le soleil et la lune)」1939年
- 「残されし恋には (Que reste-t-il de nos amours ?)」1942年　トレネ作詞、トレネ及びレオ・ショーリアック作曲。1968年の映画『夜霧の恋人たち』の主題歌。
- 「優しきフランス (Douce France)」1941年
- 「ラ・メール (La mer)」1946年　英語タイトル Beyond the Sea
- 「詩人の魂 (L'âme des poètes)」1951年　翌1952年にイヴェット・ジローが歌ってディスク大賞を獲得した。
- 「驚きの庭 (le Jardin extraordinaire)」1957年
- 「ランドリュ (Landru)」1963年　チャップリンが『殺人狂時代』で演じた連続殺人犯を唄っている。
- 「風歌い (Chante le vent)」1966年
- 「誠実 (Fidèle)」1971年
- 「それは本当のこと (Vrai,vrai,vrai)」1981年

## 主演映画
- 『私は歌う (Je chante)』1938年
- 『輝ける道 (La Route enchantée)』1938年
- 『パリのロマンス (La Romance de Paris)』1941年
- 『フレデリカ (Frédérica)』1942年
- 『さらば、レオナール (Adieu Léonard)』1943年